# دوغلاس بينيت
دوغلاس بينيت (بالإنجليزية: Douglas Bennett)‏ (و. 1918 – 2008 م) هو لاعب هوكي الجليد، ومهندس كندي، ولد في سان لامبرت، كيبك، شارك في الألعاب الأولمبية الصيفية 1948، وركوب الكنو في الألعاب الأولمبية الصيفية 1948 – رجال زورق فردي 1000 متر ‏، توفي في مونتريال، عن عمر يناهز 90 عاماً.
.

## روابط خارجية
- دوغلاس بينيت على موقع أوليمبيديا (الإنجليزية)
- دوغلاس بينيت على موقع قاعة كيبيك للمشاهير الرياضية (الفرنسية)